# 棋人娛樂製作

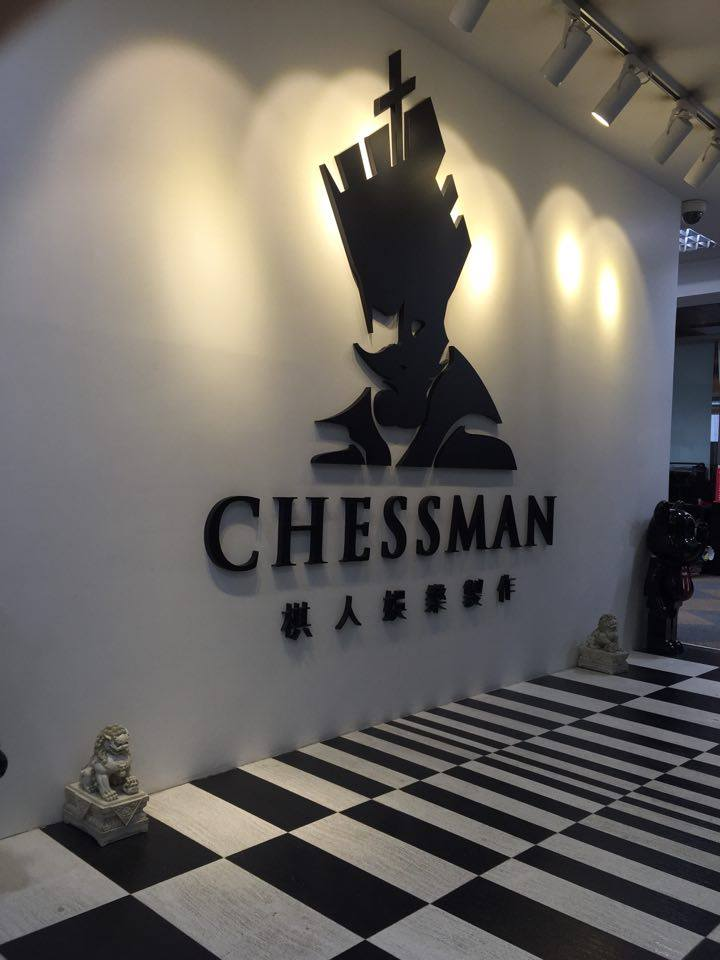
棋人娛樂製作（澳門）有限公司總部門口

棋人娛樂製作（英語：Chessman Entertainment Production Co. Ltd.），全稱「棋人娛樂製作有限公司」，簡稱「棋人澳門」，由鍾楚霖、謝復生、小肥三人於2001年成立於澳門，業務包括藝人管理、原創音樂製作、影視製作、廣告設計、演唱會製作、音樂劇製作、舞台製作設計及主題構思等相關業務（包括旗下子公司業務），2014年與藝人林盛斌合作成立「棋人香港」海外分公司。

## 發展歷史
2001年，棋人製作成立。主要業務範疇包括音樂製作、藝人管理、原創音樂製作。2005年，棋人製作正式登記為棋人娛樂製作有限公司（英語：Chessman Entertainment Production Co. Ltd.），並投放大量資源於本地音樂製作，正式擁有自己的專業錄音室及音樂監製。同時公司業務逐漸擴展至演唱會製作、音樂劇製作、舞台製作設計及主題構思。
2014年6月，與香港藝人林盛斌成立「CHESSMAN HK棋人香港」。同年12月，將「韓國亂打秀（NANTA）」引進澳門，合計總共演出100場。2015年9月5日，主辦陳慧敏飛航模式音樂會。同年10月10日，主辦「拾回謝安琪 數愛巡迴演唱會」澳門站。11月8日，主辦《他爸的少爺占》口口笑作品展棟篤笑。2016年11月11日，為慶祝棋人娛樂製作15週年，在威尼斯人金光綜藝館舉辦棋人十五週年演唱會。2017年9月2日林盛斌於威尼斯人劇場舉辦BOB LAM《BOB's UP 澳門》棟篤笑，同年11月1日歌手陳慧敏舉辦《我們叫傻瓜》音樂會於香港麥花臣場館。
2018年2月藝人小肥在威尼斯人舉辦個人演唱會《小肥不再孤單》演唱會，同年主辦《學友‧經典世界巡迴演唱會澳門站2018》。2019開設「棋人(北京)娛樂文化有限公司」。同年3月29日藝人龍世傑舉辦個人作品展《龍世傑作品展Hey My Friends創作音樂會》。同年9月25日-10月5日主辦引入巴黎瘋馬秀《永恆的瘋馬》於巴黎人劇場上演。
2019年陸續主辦及製作郭富城"舞林密碼"世界巡迴演唱會2019-澳門站、許冠傑X譚詠麟《阿SAM&阿TAM Happy Together》 世界巡迴演唱會、楊丞琳《青春住了誰》世界巡迴演唱會 2019澳門站、《陳輝陽 X 女聲合唱 作品音樂會》、《Michael Learns To Rock Live In Macao》等演出。2020年及2021年分別擔任好起來 《SIM ! 演藝盛典2020》、《好起來 SIM ! Full Band上陣2020》、《好起來！舞蹈盛典》系列演出的製作單位。
2022年為《潘君保 x 蓮成一家原創主題音樂會》、《「我是現場」 澳門音樂會 001 劉浩龍 & 龍世傑》、《「我是現場」 澳門音樂會 002 Supper Moment & SCAMPER》擔任製作單位，並擔任旗下藝人小肥於香港舉行的個人演唱會《MODERN CLASSIC 2010-2020：「撐」小肥演唱會》的主辦單位之一。
2023年6月，主辦《張學友60+巡迴演唱會澳門站》，同年11月舉辦澳門首個國際流行音樂節《KoolTai MACAO MUSIC FES. 2023》

。
2024年主辦或協辦多個巡迴演唱會澳門站包括王菀之<初回限定音樂會> 澳門站、林志炫 ONEtake2.0 《我忘了我已老去》巡迴演唱會-澳門站、周興哲Odyssey~旅程RETURNS 澳門演唱會2024、MIRROR FEEL THE PASSION CONCERT TOUR 2024 • ASIA – MACAU、李宗盛 2024『有歌之年』演唱會 - 澳門站、林海峰 Uncle Auntie Farewell Party 演唱會2024 澳門站、劉若英 [飛行日] 2024巡迴演唱會-澳門站、《地老天荒愛一場》周慧敏巡迴演唱會 澳門站、Dear Jane Live at The Londener、洪嘉豪《Kaho Live 2024》澳門站及藥師寺寬邦「悟」Satori Tour 2024 - 澳門站等、陳蕾澳門演唱會2024《念》、趙傳 2024《給所有知道我名字的人》巡迴演唱會-澳門站、COLLAR CRUSH LIVE 2024-MACAU；澳門以外方面，主辦或出品演唱會包括陳慧敏個人音樂會2024《趁我們還有___》、Suede山羊皮 2024上海演唱會、FWD 富衛保險呈獻：小肥「完全變態」演唱會、Supper Moment「THE MOMENTUM LIVE」時刻定律演唱會——肇慶站、張天賦THIS IS MC 2 巡迴演唱會-馬來西亞站、許冠傑《此時此處最緊要好玩演唱會2024 — 馬來西亞站》、周吉佩第三人生演唱會。同年10月, 舉辦阮兆祥棟篤笑2024《娛樂隊穿祥之玩轉老朋友》作為澳門銀河新建場館G Box的揭幕演出；12月末舉辦五場跨年到2025年的張天賦 THIS IS MC 2 巡迴演唱會-澳門站。

## 棋人香港
棋人香港的全稱為「棋人娛樂製作（香港）有限公司」（Chessman Entertainment Production (HK) Ltd），於2014年由鍾楚霖與林盛斌合作成立，為一所娛樂及製作公司，主要業務包括廣告設計、項目製作及藝人管理。

### 公司歷史
2014年7月，棋人娛樂製作有限公司（澳門）的首個海外分支棋人香港成立，為客戶提供廣告製作、網上宣傳、活動策劃、刊物及禮品設計等服務。2015年3月，棋人香港宣佈成立藝人管理部，獲鄭融及劉威煌加盟，並與Unleash Entertainment結盟，另將代理Lollipop@F在粵港澳地區的經理人業務。同年7月，邀請蔡宛珊（Sarika）加入成為旗下藝人，並專注發展各類型活動、節目主持及演藝事業。2016年年中，棋人香港、Unleash Entertainment和鄭融三方經商議後決定和平結束合作關係。同期亦結束代理Lollipop@F在粵港澳地區的經理人業務。

### 合作夥伴
| Unleash Entertainment | 2015年，棋人香港與由鄧智偉及莊冬昕創辦的Unleash Entertainment結盟，棋人香港負責藝人管理，Unleash則全力負責音樂創作及內容提供。 |

## 歷年活動
| 項目名稱                                                               | 舉辦日期                             | 類型                    | 備註                                                 |
| ---------------------------------------------------------------------- | ------------------------------------ | ----------------------- | ---------------------------------------------------- |
| 經典戲劇《Venus In Fur》改編 舞台劇《試鏡》                            | 2025/01/17-19,23-26                  | 舞台劇                  | 協辦單位                                             |
| 張天賦 THIS IS MC 2 巡迴演唱會-澳門站                                  | 2024/12/28,29,31 及 2025/01/04,05    | 演唱會                  | 主辦單位                                             |
| COLLAR CRUSH LIVE 2024 - MACAU                                         | 2024/12/15                           | 演唱會                  | 協辦單位                                             |
| 趙傳 2024《給所有知道我名字的人》巡迴演唱會-澳門站                     | 2024/12/14                           | 演唱會                  | 主辦單位                                             |
| 周吉佩第三人生演唱會                                                   | 2024/11/30                           | 演唱會                  | 合辦單位                                             |
| 陳蕾澳門演唱會2024《念》                                               | 2024/11/30                           | 演唱會                  | 主辦單位                                             |
| 藥師寺寬邦「悟」Satori Tour 2024 - 澳門站                              | 2024/10/26                           | 演唱會                  | 主辦單位                                             |
| 洪嘉豪《Kaho Live 2024》澳門站                                         | 2024/10/19                           | 演唱會                  | 主辦單位                                             |
| 「澳門銀河™️」呈獻：阮兆祥棟篤笑2024《娛樂隊穿祥之玩轉老朋友》         | 2024/10/11-12                        | 棟篤笑                  | 主辦單位                                             |
| Dear Jane Live at The Londoner                                         | 2024/09/28-29                        | 演唱會                  | 主辦單位                                             |
| 許冠傑《此時此處最緊要好玩演唱會2024 — 馬來西亞站》                    | 2024/09/28                           | 演唱會                  | 主辦單位                                             |
| 張天賦 THIS IS MC 2 巡迴演唱會-馬來西亞站                              | 2024/09/07                           | 演唱會                  | 主辦及海外巡演策劃                                   |
| 《地老天荒愛一場》周慧敏巡迴演唱會 澳門站                              | 2024/08/31                           | 演唱會                  | 主辦單位                                             |
| 劉若英 [飛行日] 2024巡迴演唱會-澳門站                                  | 2024/08/17                           | 演唱會                  | 主辦單位                                             |
| 咀香園餅家呈獻：古淖文 I’m Home 演唱會                                 | 2024/08/02-03                        | 演唱會                  | 主辦單位                                             |
| 星星相識 • 齊盡興 HAVING FUN TOGETHER 演唱會                           | 2024/07/27                           | 演唱會                  | 主辦單位                                             |
| 卡巴萊劇場【CANDOR】                                                   | 2024/07/19,20,26,27 及 2024/08/02,03 | 沉浸式劇場              | 協辦單位                                             |
| Supper Moment“THE MOMENTUM LIVE”時刻定律演唱會——肇慶站                 | 2024/06/15                           | 演唱會                  | 主辦單位                                             |
| FWD 富衛保險呈獻：小肥「完全變態」演唱會                               | 2024/06/12-13                        | 演唱會                  | 主辦單位                                             |
| 林海峰 Uncle Auntie Farewell Party 演唱會2024 澳門站                   | 2024/06/08                           | 演唱會                  | 主辦單位                                             |
| 李宗盛 2024『有歌之年』演唱會 - 澳門站                                 | 2024/06/07                           | 演唱會                  | 主辦單位                                             |
| 永利呈獻「甄澤權以魔法之名世界巡迴魔術之旅2024澳門站」                 | 2024/06/07,08,14,15                  | 魔術表演                | 主辦單位                                             |
| 方力申 SHOW UP 演唱會2024佛山站                                        | 2024/06/01                           | 演唱會                  | 代理單位                                             |
| Suede山羊皮 2024上海演唱會                                             | 2024/06/01                           | 演唱會                  | 出品單位                                             |
| 六福珠寶呈獻《修哥無限楓騷演唱會 2024》                                | 2024/05/18                           | 演唱會                  | 主辦單位                                             |
| MIRROR FEEL THE PASSION CONCERT TOUR 2024 • ASIA - MACAU               | 2024/05/16-19                        | 演唱會                  | 協辦單位                                             |
| 陳慧敏個人音樂會2024《趁我們還有___》                                  | 2024/05/16-19                        | 演唱會                  | 主辦單位                                             |
| ERIC CHOU 周興哲Odyssey~旅程RETURNS 澳門演唱會2024                     | 2024/03/15-16                        | 演唱會                  | 協辦單位                                             |
| 林志炫 ONEtake2.0 《我忘了我已老去》巡迴演唱會-澳門站                  | 2024/03/09                           | 演唱會                  | 主辦單位                                             |
| 王菀之<初回限定音樂會> 澳門站                                          | 2024/03/02                           | 演唱會                  | 協辦單位                                             |
| 一人一首李聖傑 2024澳門演唱會                                          | 2024/01/27                           | 演唱會                  | 主辦單位                                             |
| 《小圓台音樂會》第一回 ｜張繼聰 • Mansonvibes • 梁釗峰                 | 2024/01/25                           | 演唱會                  | 合辦單位                                             |
| WMW XMAS MUSIC FESTIVAL                                                | 2023/12/24                           | 演唱會                  | 主辦單位                                             |
| 近藤真彥Matchy Get Macao ~ X’mas Special Concert in Macao              | 2023/12/23                           | 演唱會                  | 主辦單位                                             |
| 李榮浩「縱橫四海」世界巡迴演唱會 - 澳門站                              | 2023/12/23                           | 演唱會                  | 主辦單位                                             |
| 佳寶食品冠名呈獻：林盛斌The Bobfather棟篤笑2023澳門站》                | 2023/12/9                            | 脫口秀                  | 主辦單位                                             |
| 波多野結衣&大槻響15週年粉絲限定見面會澳門站2023 <For 15 Years>         | 2023/11/19                           | 見面會                  | 聯合主辦                                             |
| 2023周柏豪「奔赴」巡迴演唱會澳門站                                     | 2023/11/18                           | 演唱會                  | 主辦單位                                             |
| KoolTai MACAO MUSIC FES. 2023                                          | 2023/11/11                           | 音樂節                  | 主辦單位                                             |
| 迪士尼公主巡迴演唱會                                                   | 2023/11/10                           | 演唱會                  | 主辦單位                                             |
| WILD WILD 《DREAM》音樂劇                                              | 2023/10/28                           | 音樂劇                  | 主辦單位                                             |
| 3X3 ALL KIDS Light It Up籃球挑戰賽                                     | 2023/10/28                           | 運動比賽                | 主辦單位                                             |
| 陳奕迅FEAR AND DREAMS世界巡迴演唱會 – 澳門站                           | 2023/10/13-15, 20-22, 27-29          | 演唱會                  | 支持單位                                             |
| This is MC LIVE IN MACAU                                               | 2023/9/30                            | 演唱會                  | 主辦單位                                             |
| 林盛斌The Bobfather棟篤笑巡迴演出 - 中山站                             | 2023/9/16                            | 脫口秀                  | 主辦單位                                             |
| Dear Jane What's Happening Live 2023澳門站                             | 2023/9/9                             | 演唱會                  | 主辦單位                                             |
| 2023 Supper Moment “THE MOMENTUM LIVE”時刻定律演唱會廣州站             | 2023/9/2                             | 演唱會                  | 主辦單位                                             |
| RE:GRASSHOPPER CONCERT 草蜢演唱會2023澳門站                            | 2023/8/19                            | 演唱會                  | 主辦單位                                             |
| 「A-Link with Passengers」A-Lin 2023世界巡迴演唱會澳門站               | 2023/8/12                            | 演唱會                  | 主辦單位                                             |
| 五堅情Moon Landing 月面著陸澳門演唱會                                  | 2023/7/22                            | 演唱會                  | 主辦單位                                             |
| 韋禮安「而立之後」澳門站                                               | 2023/7/8                             | 演唱會                  | 主辦單位                                             |
| 富衛保險10周年呈獻 張學友60+巡迴演唱會 澳門                            | 2023/6/9-11、16-18、23-25、30，7/1-2 | 演唱會                  | 主辦單位                                             |
| HERE & NOW EKIN IN CONCERT 2023澳門站                                  | 2023/4/22                            | 演唱會                  | 主辦單位                                             |
| Paul Anka: Greatest Hits, His Way in Macau                             | 2023/5/20                            | 演唱會                  | 主辦單位                                             |
| 《兔躍盛世歡樂春節》2023年農曆新年花車匯演                             | 2023/01/24及28                       | 綜合匯演                | 參與舞台節目製作                                     |
| 聖誕‧跨年音樂慶典                                                      | 2022/12/24/31及2023/01/01            | 演唱會                  | 製作單位                                             |
| “我是現場” 澳門音樂會 001 劉浩龍 & 龍世傑                              | 2022/11/19                           | 音樂會                  | 主辦單位                                             |
| “我是現場” 澳門音樂會 002 SUPPER MOMENT & SCAMPER                      | 2022/11/05                           | 音樂會                  | 主辦單位                                             |
| MODERN CLASSIC 2010-2020：「撐」小肥演唱會                             | 2022/09/14-15                        | 演唱會                  | 主辦單位                                             |
| 潘君保 x 蓮成一家原創主題音樂會                                        | 2022/04/02                           | 音樂會                  | 製作單位                                             |
| 一意一心馬拉松音樂會                                                   | 2022/2/12-20                         | 音樂會                  | 製作單位                                             |
| 好起來！舞蹈盛典                                                       | 2021/01/30                           | 藝術表演                | 製作單位                                             |
| 好起來 SIM ! Full Band上陣2020                                         | 2020/09/26                           | 演唱會                  | 製作單位                                             |
| 好起來 SIM ! 演藝盛典2020                                              | 2020/09/19                           | 演唱會                  | 製作單位                                             |
| 電影《葉問4：完結篇》澳門首映禮                                        | 2019/12/21                           | 發佈會                  | 製作單位                                             |
| 李克勤慶祝成立30週年演唱會                                             | 2019/12/14                           | 演唱會                  | 主辦單位                                             |
| 鄭中基ONE MORE TIME 世界巡迴演唱會                                     | 2019/11/30                           | 演唱會                  | 主辦單位                                             |
| 李玟 you & I 巡迴演唱會澳門站                                          | 2019/10/26                           | 演唱會                  | 主辦單位                                             |
| 永恆的瘋馬 澳門站                                                      | 2019/9/25-10/05                      | 藝術表演                | 主辦單位                                             |
| 費玉清2019告別演唱會澳門站                                             | 2019/09/06                           | 演唱會                  | 主辦單位                                             |
| Michael Learns To Rock Live In Macao                                   | 2019/08/17                           | 演唱會                  | 主辦單位                                             |
| 澳門小姐2019                                                           | 2019/08/13                           | 競賽                    | 製作單位                                             |
| 汪峰2019“就這樣”巡迴演唱會–澳門站                                      | 2019/08/3                            | 演唱會                  | 主辦單位                                             |
| 范瑋琪在幸福的路上世界巡迴演唱會                                       | 2019/07/13                           | 演唱會                  | 主辦單位                                             |
| 林子祥Lamusical 2019演唱會澳門站                                       | 2019/07/06                           | 演唱會                  | 主辦單位                                             |
| My Beautiful Live 楊千嬅世界巡迴演唱會澳門站                           | 2019/06/22-23                        | 演唱會                  | 主辦單位                                             |
| 草猛17385世界巡迴演唱會                                                | 2019/05/18                           | 演唱會                  | 主辦單位                                             |
| 陳輝陽 X 女聲合唱 作品音樂會                                           | 2019/05/11                           | 音樂會                  | 主辦單位                                             |
| 楊丞琳《青春住了誰》世界巡迴演唱會 2019 澳門站                         | 2019/05/04                           | 演唱會                  | 主辦單位                                             |
| Along with Ekin Live Concert 2019 鄭伊健演唱會澳門站                   | 2019/04/20                           | 演唱會                  | 主辦單位                                             |
| 龍世傑作品展Hey My Friends創作音樂會                                   | 2019/03/29                           | 音樂會                  | 主辦單位                                             |
| Rubber Band Hours 音樂會 澳門站                                        | 2019/03/23                           | 演唱會                  | 主辦單位                                             |
| Supper Moment 世界巡迴演唱會 2019 澳門站                               | 2019/02/23-24                        | 演唱會                  | 主辦單位                                             |
| 許冠傑X譚詠麟《阿SAM&阿TAM Happy Together》 世界巡迴演唱會 2019 澳門站 | 2019/02/16                           | 演唱會                  | 主辦單位                                             |
| 衛蘭"Oh My Janice" 世界巡迴演唱會2019 澳門站                           | 2019/01/26                           | 演唱會                  | 主辦單位                                             |
| 郭富城"舞林密碼"世界巡迴演唱會2019-澳門站                              | 2019/01/18-19                        | 演唱會                  | 主辦單位                                             |
| 周杰倫2018 地表最強2 世界巡迴演唱會─澳門站                             | 2018/12/14-17                        | 演唱會                  | 協辦單位                                             |
| 葉世榮X黃貫中《衝動效應》演唱會 澳門站                                 | 2018/12/08                           | 演唱會                  | 主辦單位                                             |
| 王力宏龍的傳人2060世界巡迴演唱會 澳門站                                | 2018/12/01                           | 演唱會                  | 主辦單位                                             |
| 黎明《Leon Lai Metro Live》                                            | 2018/10/27                           | 演唱會                  | 主辦單位                                             |
| Mariah Carey LIVE IN CONCERT MACAO 2018                                | 2018/10/20                           | 演唱會                  | 主辦單位                                             |
| 學友·經典世界巡迴演唱會- 2018澳門站                                    | 2018/08/17-19、08/24-25              | 演唱會                  | 主辦單位                                             |
| 絕色莫文蔚25週年世界巡迴演唱會 澳門站                                  | 2018/07/21                           | 演唱會                  | 主辦單位                                             |
| 陳柏宇Speechless Live In Concert 2018演唱會 澳門站                     | 2018/05/05                           | 演唱會                  | 主辦單位                                             |
| 小肥不再孤單演唱會2018                                                 | 2018/02/11                           | 演唱會                  | 主辦單位                                             |
| 陳曉東PLANET XT世界巡迴演唱會2018 澳門站                               | 2018/02/10                           | 演唱會                  | 主辦單位                                             |
| 五月天 LIFE 人生無限公司 巡迴演唱會 澳門站                             | 2018/01/26-28，02/01                 | 演唱會                  | 主辦單位                                             |
| 2017澳門除夕倒數演唱會                                                 | 2017/12/31                           | 倒數晚會                | 製作單位                                             |
| THE SOUND OF MUSIC《仙樂飄飄處處聞》澳門站                             | 2017/12/20 - 2018/01/07              | 大型音樂劇              | 主辦單位                                             |
| 林盛斌 BOB LAM《BOB's UP 澳門》棟篤笑 2017                             | 2017/09/02                           | 演唱會                  | 主辦單位                                             |
| 張學友 A CLASSIC TOUR 學友•經典世界巡迴演唱會澳門站                    | 2017/08/11-13，19-20                 | 演唱會                  | 主辦單位                                             |
| Dear Jane 哪裡只得我共你 LIVE 2017 演唱會                              | 2017/07/15                           | 演唱會                  | 主辦單位                                             |
| 《Supper Moment 溫柔革命十週年演唱會》 澳門站                          | 2017/03/11                           | 演唱會                  | 主辦單位                                             |
| 《文舞飛躍·澳門除夕倒數演唱會2016》除夕倒數演唱會                      | 2016/12/31                           | 倒數晚會                | 主辦單位                                             |
| 成立十五周年《七轉八起週年演唱會》                                     | 2016/11/11                           | 演唱會                  | 主辦                                                 |
| 銀娛員工（亞洲心健力士世界紀錄）打氣大會                               | 2016/08/29                           | 大型戶外活動            | 流程統籌管理協助，道具設計及購置，活動拍攝及航拍服務 |
| Blue Man Group Show -“藍神秀 · 澳門站”                                 | 2016/08/11-28                        | 大型音樂劇              | 主辦單位                                             |
| 《鼓舞15 16進發》除夕倒數演唱會                                        | 2015/12/31                           | 倒數晚會                | 製作單位                                             |
| 《他爸的少爺占》口口笑作品展棟篤笑澳門站                               | 2015/11/07                           | Talk Show               | 主辦單位                                             |
| 拾回謝安琪數愛 - 世界巡迴演唱會澳門首站                                | 2015/10/10                           | 演唱會                  | 主辦單位                                             |
| 陳慧敏《飛航模式》演唱會                                               | 2015/09/05                           | 演唱會                  | 主辦單位                                             |
| 《情懷14．15鼓舞》除夕倒數演唱會                                       | 2014/12/31                           | 倒數晚會                | 製作單位                                             |
| 2014 氹仔龍環葡韻除夕演唱會                                            | 2014/12/31                           | 倒數晚會                | 製作單位                                             |
| 越黑高歌慈善音樂演唱會                                                 | 2014/11/08                           | 舞台設計及製作/節目統籌 | 主辦單位                                             |
| 2014中國好聲音澳門站                                                   | 2014/06/15                           | 電視節目                | 協辦單位                                             |
| 依然小肥2014澳門演唱會                                                 | 2014/01/18                           | 演唱會                  | 主辦單位                                             |
| 《晴牽13．情懷14 》除夕倒數演唱會                                      | 2013/12/31                           | 倒數晚會                | 製作單位                                             |
| 《卓韻芝罪該萬死One Night Stand》澳門站                                | 2013/03/09                           | Talk Show               | 主辦單位                                             |
| 《熱情12．晴牽13 》除夕倒數演唱會                                      | 2012/12/31                           | 倒數晚會                | 製作單位                                             |
| 盛世芳華演唱會                                                         | 2012/11/03                           | 演唱會                  | 主辦單位                                             |
| 《擁抱11．熱情12 》 除夕倒數晚會                                       | 2011/12/31                           | 倒數晚會                | 製作單位                                             |
| RICO ! Nexpressible Concert 2011龍世傑說不出的… 演唱會                 | 2011/04/20                           | 演唱會                  | 主辦單位                                             |

## 旗下藝人
| 棋人娛樂製作（澳門） | 棋人娛樂製作（澳門） | 棋人娛樂製作（澳門） | 棋人娛樂製作（澳門） |
| -------------------- | -------------------- | -------------------- | -------------------- |
| 小肥                 | 龍世傑               | 陳慧敏               | 周佩英               |
| 蘇耀光               | 歐陽日華             | ALL IN               |                      |
| 棋人香港             |                      |                      |                      |
| 林盛斌               | 小肥                 | 陳慧敏               | 蔡宛珊               |
| 余迪偉               | 葉文輝               | 黃天頤               | 容羨媛               |
| 鄧洢玲               | ALL IN               |                      |                      |

## 已完約藝人
| 棋人娛樂製作（澳門） | 棋人娛樂製作（澳門）                                  | 棋人娛樂製作（澳門） | 棋人娛樂製作（澳門） |
| -------------------- | ----------------------------------------------------- | -------------------- | -------------------- |
| 蘇俏慧               | 羅凱瑩                                                | 禤泳倫               | 陳倚俐               |
| 倪 力                | 馬檇鏗                                                | 程文政               | 古淖文               |
| 棋人香港             |                                                       |                      |                      |
| 鄭 融                | 蔚雨芯 （澳滌娛樂） 已加盟新合作公司:夢想沙龍娛樂文化 | 狄以達               | 劉威煌               |

## 外部連結
- 棋人澳門官方連結 （页面存档备份，存于）
- 棋人香港官方連結 （页面存档备份，存于）
- 棋人香港Facebook連結
- 棋人香港Youtube頻道 （页面存档备份，存于）